# Campionati mondiali di canoa/kayak 2003
I 33esimi Campionati mondiali di canoa/kayak si sono svolti a Gainesville, Georgia (Stati Uniti d'America) nel 2003.

## Medagliere
| Pos. | Paese         | Oro | Argento | Bronzo | Totale |
| ---- | ------------- | --- | ------- | ------ | ------ |
| 1    | Ungheria      | 10  | 1       | 3      | 14     |
| 2    | Germania      | 4   | 2       | 5      | 11     |
| 3    | Polonia       | 2   | 3       | 5      | 10     |
| 4    | Romania       | 2   | 3       | 1      | 6      |
| 5    | Slovacchia    | 2   | 0       | 0      | 2      |
| 6    | Canada        | 1   | 3       | 1      | 5      |
| 7    | Russia        | 1   | 2       | 2      | 5      |
| 8    | Australia     | 1   | 1       | 2      | 4      |
| 9    | Ucraina       | 1   | 1       | 1      | 3      |
| 10   | Lituania      | 1   | 0       | 1      | 2      |
| 11   | Nuova Zelanda | 1   | 0       | 0      | 1      |
| 11   | Svezia        | 1   | 0       | 0      | 1      |
| 13   | Spagna        | 0   | 5       | 2      | 7      |
| 14   | Rep. Ceca     | 0   | 3       | 2      | 5      |
| 15   | Bielorussia   | 0   | 1       | 0      | 1      |
| 15   | Bulgaria      | 0   | 1       | 0      | 1      |
| 15   | Belgio        | 0   | 1       | 0      | 1      |
| 18   | Cuba          | 0   | 0       | 1      | 1      |
| 18   | Uzbekistan    | 0   | 0       | 1      | 1      |
| 18   | Israele       | 0   | 0       | 1      | 1      |

## Medaglie Canoa

### C1 200m
| Posizione | Atleta          | Paese     | Tempo |
| --------- | --------------- | --------- | ----- |
|           | Maxim Opalev    | Russia    |       |
|           | Martin Doktor   | Rep. Ceca |       |
|           | Andreas Dittmer | Germania  |       |

### C1 500m
| Posizione | Atleta          | Paese     | Tempo |
| --------- | --------------- | --------- | ----- |
|           | Andreas Dittmer | Germania  |       |
|           | Maxim Opalev    | Russia    |       |
|           | Martin Doktor   | Rep. Ceca |       |

### C1 1000m
| Posizione | Atleta          | Paese    | Tempo |
| --------- | --------------- | -------- | ----- |
|           | Andreas Dittmer | Germania |       |
|           | David Cal       | Spagna   |       |
|           | Maxim Opalev    | Russia   |       |

### C2 200m
| Posizione | Atleta                               | Paese     | Tempo |
| --------- | ------------------------------------ | --------- | ----- |
|           | Paweł Baraszkiewicz Daniel Jędraszko | Polonia   |       |
|           | Petr Netusil Petr Fuksa              | Rep. Ceca |       |
|           | Sergiy Klimniuk Dmitro Sablin        | Ucraina   |       |

### C2 500m
| Posizione | Atleta                               | Paese   | Tempo |
| --------- | ------------------------------------ | ------- | ----- |
|           | Paweł Baraszkiewicz Daniel Jędraszko | Polonia |       |
|           | Silviu Simiocencu Florin Popescu     | Romania |       |
|           | Ibrahim Rojas Ledis Balceiro         | Cuba    |       |

### C2 1000m
| Posizione | Atleta                                | Paese    | Tempo |
| --------- | ------------------------------------- | -------- | ----- |
|           | Silviu Simiocencu Florin Popescu      | Romania  |       |
|           | Alexander Kovalev Aleksandr Kostoglod | Russia   |       |
|           | György Kozmann György Kolonics        | Ungheria |       |

### C4 200m
| Posizione | Atleta                                                       | Paese     | Tempo |
| --------- | ------------------------------------------------------------ | --------- | ----- |
|           | Sandor Malomsoki Lazlo Vasali György Kozmann György Kolonics | Ungheria  |       |
|           | Jan Brecka Petr Fuksa Petr Netusil Karel Kozisek             | Rep. Ceca |       |
|           | Silviu Simiocencu Mitică Pricop Florin Popescu Petre Condrat | Romania   |       |

### C4 500m
| Posizione | Atleta                                                            | Paese    | Tempo |
| --------- | ----------------------------------------------------------------- | -------- | ----- |
|           | Mitică Pricop Silviu Simionciencu Florin Popescu Petre Condrat    | Romania  |       |
|           | Adam Ginter Łukasz Woszczyński Florin Grzybowsky Michał Śliwiński | Polonia  |       |
|           | Csaba Huttner Gabor Furdok Imre Pulai Ferenc Novak                | Ungheria |       |

### C4 1000m
| Posizione | Atleta                                                           | Paese    | Tempo |
| --------- | ---------------------------------------------------------------- | -------- | ----- |
|           | Csaba Huttner Marton Joob Imre Pulai Ferenc Novak                | Ungheria |       |
|           | Attila Buday Tamas junior Buday Maxime Boilard Dmitri Joukovski  | Canada   |       |
|           | Andrzej Jeziersky Roman Rynkiewicz Adam Ginter Wojciech Tyskynki | Polonia  |       |

## Medaglie Kayak

### K1 200m
| Posizione | Atleta          | Paese      | Tempo |
| --------- | --------------- | ---------- | ----- |
|           | Ronald Rauhe    | Germania   |       |
|           | Vince Fehervari | Australia  |       |
|           | Anton Ryakhov   | Uzbekistan |       |

| Posizione | Atleta               | Paese    | Tempo |
| --------- | -------------------- | -------- | ----- |
|           | Caroline Brunet      | Canada   |       |
|           | Teresa Portela Rivas | Spagna   |       |
|           | Timea Paksy          | Ungheria |       |

### K1 500m
| Posizione | Atleta            | Paese     | Tempo |
| --------- | ----------------- | --------- | ----- |
|           | Nathan Baggaley   | Australia |       |
|           | Carlos Pérez Rial | Spagna    |       |
|           | Lutz Altepost     | Germania  |       |

| Posizione | Atleta          | Paese    | Tempo |
| --------- | --------------- | -------- | ----- |
|           | Katalin Kovács  | Ungheria |       |
|           | Caroline Brunet | Canada   |       |
|           | Aneta Pastuszka | Polonia  |       |

### K1 1000m
| Posizione | Atleta             | Paese         | Tempo |
| --------- | ------------------ | ------------- | ----- |
|           | Ben Fouhy          | Nuova Zelanda |       |
|           | Adam van Koeverden | Canada        |       |
|           | Nathan Baggaley    | Australia     |       |

| Posizione | Atleta         | Paese    | Tempo |
| --------- | -------------- | -------- | ----- |
|           | Katalin Kovács | Ungheria |       |
|           | Katrin Wagner  | Germania |       |
|           | Lior Karmi     | Israele  |       |

### K2 200m
| Posizione | Atleta                             | Paese    | Tempo |
| --------- | ---------------------------------- | -------- | ----- |
|           | Alvydas Duonela Egidijus Balciunas | Lituania |       |
|           | Marek Twardowski Adam Wysocki      | Polonia  |       |
|           | Ronald Rauhe Tim Wieskötter        | Germania |       |

| Posizione | Atleta                                        | Paese    | Tempo |
| --------- | --------------------------------------------- | -------- | ----- |
|           | Timea Paksy Melinda Patyi                     | Ungheria |       |
|           | Teresa Portela Rivas Beatrix Manchon Portillo | Spagna   |       |
|           | Beata Sokołowska-Kulesza Aneta Pastuszka      | Polonia  |       |

### K2 500m
| Posizione | Atleta                             | Paese       | Tempo |
| --------- | ---------------------------------- | ----------- | ----- |
|           | Ronald Rauhe Tim Wieskötter        | Germania    |       |
|           | Raman Piatrushenka Vadzim Makhneu  | Bielorussia |       |
|           | Alvydas Duonela Egidijus Balciunas | Lituania    |       |

| Posizione | Atleta                                  | Paese    | Tempo |
| --------- | --------------------------------------- | -------- | ----- |
|           | Szilvia Szabó Kinga Bóta                | Ungheria |       |
|           | Bonka Pindzewa Delyana Dacheva          | Bulgaria |       |
|           | Beata Sokołowska-Kulesza Joanna Skowron | Polonia  |       |

### K2 1000m
| Posizione | Atleta                          | Paese    | Tempo |
| --------- | ------------------------------- | -------- | ----- |
|           | Markus Oscarsson Henrik Nilsson | Svezia   |       |
|           | Bob Maesen Wouter D'Haene       | Belgio   |       |
|           | Tim Huth Marko Herszel          | Germania |       |

| Posizione | Atleta                           | Paese    | Tempo |
| --------- | -------------------------------- | -------- | ----- |
|           | Timea Paksy Dalma Benedek        | Ungheria |       |
|           | Manuela Mucke Nadine Opgen-Rhein | Germania |       |
|           | Mylanie Barre Caroline Brunet    | Canada   |       |

### K4 200m
| Posizione | Atleta                                                                                   | Paese   | Tempo |
| --------- | ---------------------------------------------------------------------------------------- | ------- | ----- |
|           | Oleksiy Slivinskiy Mykhaylo Luchnik Mykola Zaichenkov Andriy Borzunov                    | Ucraina |       |
|           | Vasile Curuzan Marian Baban Alexandrun Bogdan Ceausu Nicu Romica Serban                  | Romania |       |
|           | Manuel Munoz Arestoy Jaime Acuna Iglesias Aique Gonzales Comesana Oier Aizpurua Aranzadi | Spagna  |       |

| Posizione | Atleta                                                                            | Paese    | Tempo |
| --------- | --------------------------------------------------------------------------------- | -------- | ----- |
|           | Katalin Kovács Szilvia Szabó Erzsébet Viski Kinga Bóta                            | Ungheria |       |
|           | Isabel Garcia Suarez Beatrix Manchon Portillo Jana Smidakova Teresa Portela Rivas | Spagna   |       |
|           | Karolina Sadalska Aneta Pastuszka Beata Sokołowska-Kulesza Joanna Skowron         | Polonia  |       |

### K4 500m
| Posizione | Atleta                                                                  | Paese      | Tempo |
| --------- | ----------------------------------------------------------------------- | ---------- | ----- |
|           | Richard Riszdorfer Michal Riszdorfer Erik Vlček Juraj Bača              | Slovacchia |       |
|           | Vasile Curuzan Marian Baban Alexandrun Bogdan Ceausu Nicu Romica Serban | Romania    |       |
|           | Alexander Ivanik Anatolij Tiščenko Oleg Gorobij Vladimir Grushikhin     | Russia     |       |

| Posizione | Atleta                                                                            | Paese    | Tempo |
| --------- | --------------------------------------------------------------------------------- | -------- | ----- |
|           | Katalin Kovács Szilvia Szabó Erzsébet Viski Kinga Bóta                            | Ungheria |       |
|           | Karolina Sadalska Aneta Bialkowska Joanna Skowron Malgorzata Czajczynska          | Polonia  |       |
|           | Isabel Garcia Suarez Beatrix Manchon Portillo Jana Smidakova Teresa Portela Rivas | Spagna   |       |

### K4 1000m
| Posizione | Atleta                                                      | Paese      | Tempo |
| --------- | ----------------------------------------------------------- | ---------- | ----- |
|           | Michal Riszdorfer Richard Riszdorfer Erik Vlček Juraj Bača  | Slovacchia |       |
|           | Zoltán Kammerer Ákos Vereckei Roland Kokeny Krisztian Vereb | Ungheria   |       |
|           | Andreas Ihle Mark Zabel Björn Bach Stefan Ulm               | Germania   |       |

| Posizione | Atleta                                                           | Paese     | Tempo |
| --------- | ---------------------------------------------------------------- | --------- | ----- |
|           | Eszter Rasztotzsky Kinga Dekany Krisztina Fazekas Natasa Janics  | Ungheria  |       |
|           | Olena Cherevatova Tetyana Semikina Mariya Ralcheva Inna Osipenko | Ucraina   |       |
|           | Paula Harvey Chantal Meek Amanda Rankin Katrin Kieseler          | Australia |       |